# Óblast de Tiumén
Tiumén (en ruso: Тюменская область; tr.: Tyuménskaya óblast) es uno de los cuarenta y siete óblast que, junto con las veintidós repúblicas, nueve krais, cuatro distritos autónomos y tres ciudades federales, conforman los ochenta y cinco sujetos federales de Rusia. Su capital es la homónima Tiumén. Está ubicado en el distrito Ural, limitando al norte con Janti-Mansi, al este con Omsk, al sur con Kazajistán y al oeste con Kurgán.
El óblast de Tiumén tiene jurisdicción administrativa sobre dos ókrugs o distritos autónomos: Janti-Mansi y Yamalia-Nenetsia. Excluyendo a los ókrugs, el óblast tiene un área de 159 869,7 km² y una población de 3 264 841 habitantes (según el censo ruso de 2002). Tiumén es la ciudad más grande, con más de medio millón de habitantes.

## Geografía

### Zona horaria
El óblast de Tiumén está localizado en la zona horaria de Ekaterimburgo (YEKT/YEKST). La diferencia con UTC es +05:00 (YEKT)/+06:00 (YEKST).

### Mapas

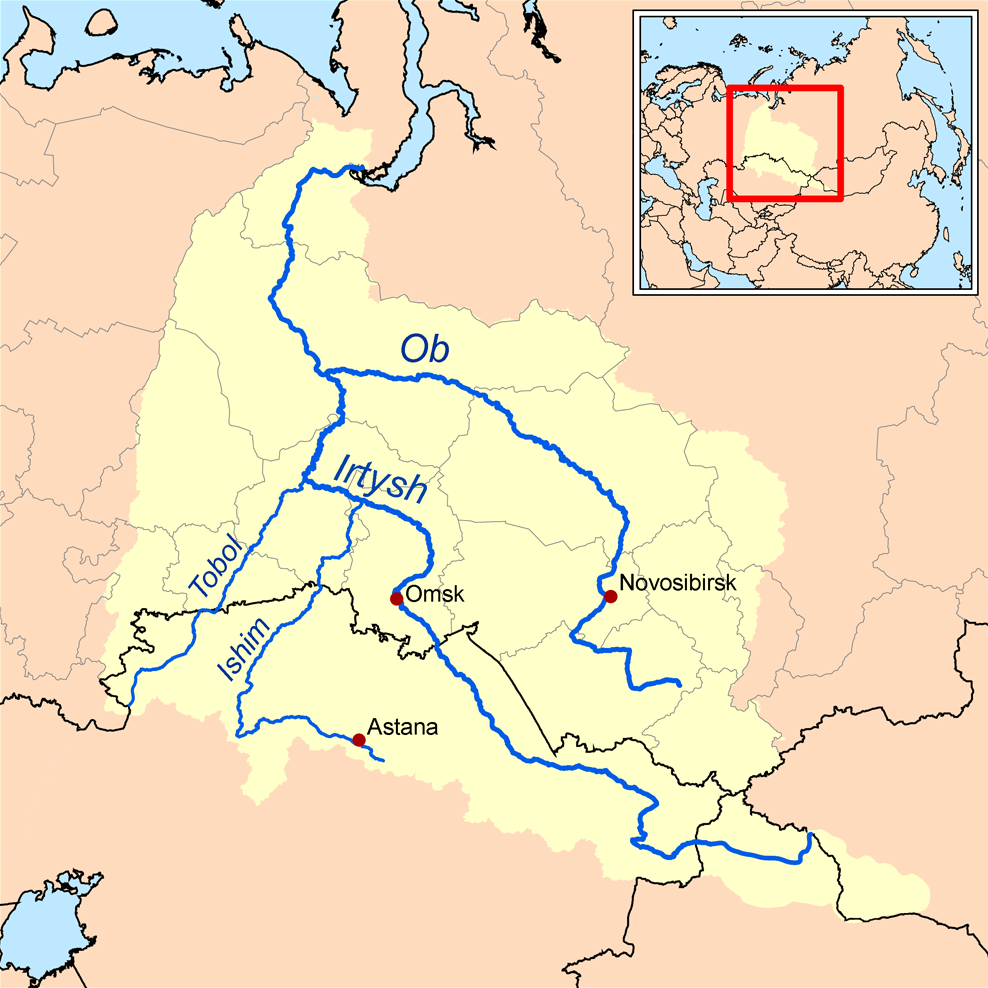
Los ríos Irtish, Tobol e Ishim fluyen por Tiumén
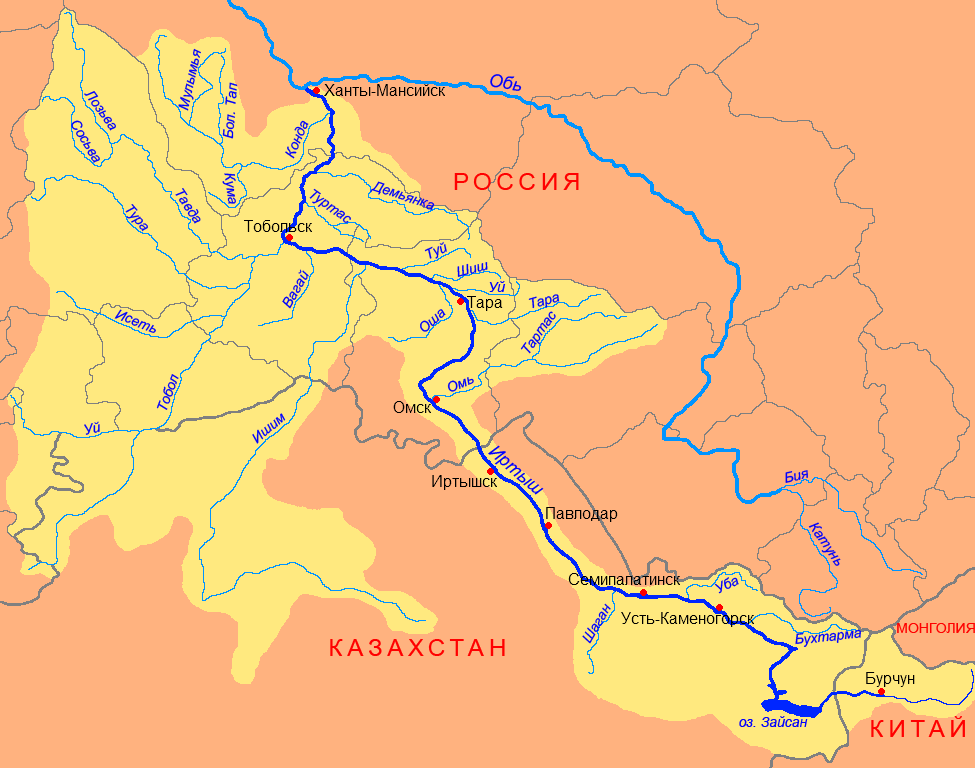
El Irtish (Иртыш) pasa por Tobolsk (Тобо́льск)